# Милош Зарић
Милош Зарић (Титово Ужице, 27. септембар 1987) српски је атлетичар и параолимпијац. Након саобраћајне несреће 2008. године повредио је кичму. Након опоравка, почео је да се бави атлетиком. Такмичио се у бацању кугле на Летњим параолимпијским играма 2016.
Постао је први српски спортиста који се такмичио и на летњим и на зимским параолимпијским играма, после учествовања на Летњим параолимпијским играма 2016. у Рио де Жанеиру, када је освојио седмо место у бацању кугле, и Зимским параолимпијским играма 2018. у Пјонгчангу, где се пласирао на 32. место, поставивши државни и лични рекорд. Такође је постао први српски спортиста који се такмичио у скијању на Зимским параолимпијским играма.
Године 2017. у Лондону постао је светски првак у бацању копља. На европским такмичењима освојио је два планетарна сребра и четири медаље са европских такмичења.